# 懸紅 (電影)
《懸紅》是一部2012年上映的香港喜劇電影，導演兼編劇是馮志強，這部同時為馮志強首次執導作品。主要演員包括杜汶澤、薛凱琪、萬梓良。其他演員包括樂隊RubberBand（成員：泥鯭、6號）、子義、張晉、葛文輝、方皓玟和王亦藍等。
此部電影於2011年11月份得到香港特區政府香港電影發展局「電影發展基金電影製作融資計劃」提供港幣2,605,711融資。是該計劃第十三部獲融資製作電影。

## 剧情
乐天知命的阿曹（杜汶泽饰演），生活处事带点乌龙；为人神经质，又似乎身手不凡，他是一个倚靠“悬红”为生的人。这次他来到离岛一家名叫LAZY Inn的小旅馆，追捕一个警方悬红四十万的抢劫逃犯：李见辉！
　　孙朗清（薛凯琪饰演）是旅馆老板（万梓良饰演）的女儿，拥有丰富幻想力及好奇心，从小到大都有点过度活跃，诸事八卦的父女一直留意着阿曹这个怪客，连番错摸及误会下，引来笑话连篇...

## 演員
| 演員            | 角色   | 備註                 |
| 杜汶澤          | 曹世鳳 | 靠懸紅為生的前警察   |
| 薛凱琪          | 孫朗清 | 旅館 LAZY Inn 太子女 |
| 萬梓良          | 孫老板 | 旅館 LAZY Inn 老板   |
| 王紫逸          | 李見輝 |                      |
| 張晉            | 葉安   |                      |
| 泥鯭@RubberBand | 甘兄   |                      |
| 6號@RubberBand  | 宅男   |                      |
| 方皓玟          | 惡姑   |                      |
| 葛民輝          | 鍾sir  |                      |
| 黃浩然          | Mr.PTU |                      |
| 马赛            | 新娘   |                      |
| 鄭融            | 高妹   |                      |
| 羅永昌          | 大漢   |                      |
| 倪晨曦          |        | 妙齡女子             |

## 提名
第32屆香港電影金像獎
- 最佳男配角提名 - 萬梓良
- 新晉導演提名 - 馮志強

## 外部連結
- 《懸紅》的Facebook專頁
- 《懸紅 （页面存档备份，存于）》在香港雅虎的電影頁面
- 開眼電影網上《懸紅》的資料（繁體中文）
- 豆瓣电影上《悬赏》的資料 （简体中文）
- 时光网上《悬赏》的資料（简体中文）
- AllMovie上《懸紅》的资料（英文）
- 爛番茄上《懸紅》的資料（英文）
- 香港影庫上《懸紅》的資料（繁體中文）
- 互联网电影数据库（IMDb）上《懸紅》的资料（英文）